# Комсомольський (Грачовський район)
Комсомо́льський (рос. Комсомольский) — селище у складі Грачовського району Оренбурзької області, Росія.

## Населення
Населення — 15 осіб (2010; 73 у 2002).
Національний склад (станом на 2002 рік):
- росіяни — 44 %
- татари — 26 %